# سرو لوسيتاني
السرو بحري اللون أو السرو اللوسيتاني أو السرو المكسيكي نوع نباتي شجري ينتمي إلى جنس السرو من الفصيلة السروية .

## الانتشار
موطنه المكسيك وأمريكا الوسطى.